# Haus Eickel
Das Haus Eickel ist eine abgegangene Motte der Herren von Eickel im gleichnamigen Stadtteil der westfälischen Stadt Herne im Bereich des heutigen Brauwasserweges. Aufgrund ihrer etwas erhöhten Lage führte die auch die Bezeichnung „Haus auf’m Berge“.

## Geschichte
Die Burg ist aus einem erstmals 1085 erwähnten Oberhof des Klosters St. Pantaleon in Köln entstanden, dessen Verwalter war die 1225 erstmals erwähnte Familie von Eickel. Im 13. Jahrhundert erscheinen diese im Gefolge der Grafen von Limburg-Stirum. Um 1420 verließ dieses Geschlecht ihren Stammsitz zugunsten des nur wenig nordwestlich neu errichteten Hauses Gosewinkel. Später kam die Burgstelle an die von Hugenpoth, die zu Beginn des 17. Jahrhunderts die Errichtung eines Heuerlingsanwesens erlaubten. Dabei wurde das Burgareal als Garten genutzt und deshalb eingeebnet und die Gräften verfüllt. Danach kam die Burgstelle an die von Strünkede auf Dorneburg, die um die Mitte des 19. Jahrhunderts diese auf der Burgstelle ein Haus und ein Wirtschaftsgebäude errichten ließen. 1875/76 wurde im Zuge der Begradigung der Königstraße der ehemalige Burggraben als letztes sichtbares Zeugnis von Haus Eickel verfüllt und außerdem das letzte Wohnhaus dort abgebrochen.

## Beschreibung
Über das Aussehen der schon im 15. Jahrhundert abgegangenen Burg gibt lediglich eine Beschreibung aus dem Jahr 1613 Auskunft. Demnach war die Burg eine Motte, denn es ist die Rede von einem runden Hügel, auf dem die Spuren der Burg zu sehen gewesen seien. Umgeben war der Hügel von einem „15 – 16 Schritt breiten“ Graben, über den zwei Brücken geführt haben sollen.